# The Last Time
"The Last Time" er en sang fra det engelske rock ’n’ roll band The Rolling Stones. Selvom sangen bliver krediteret Mick Jagger og Keith Richards, er den 
inspireret af en traditionel gospel sang, der først blev indspillet af The Staple Singers .
”The Last Time” blev indspillet i Los Angeles 1965 med assistance fra Phil Spector, hvis producerstil kan høres gennem hele nummeret. Udgivet i sommeren 1965 nåede ”The Last Time” en 1. plads i England og en 9. plads i USA. Det fortælles, at Brian Jones opfandt guitar-riff'et på sangen (hvilket gentages gennem hele sangen, det er en af de første popsange, hvor dette forekom).  
I 1997 lagde den tidligere Rolling Stones manager Andrew Loog Oldham sag an mod det engelske rockband The Verve, for brug af et stykke af The Andrew Oldham Orchestras indspilning af "The Last Time" i deres sang "Bitter Sweet Symphony". Mens The Verve havde arbejdet på en aftale om at bruge samlingen, kunne Oldham med succes bagefter hævde, at bandet havde brugt mere end det stykke, der var blevet aftalt. Dette førte til, at Allen Klein stævnede The Verve på vegne af hans ABKCO Records, da dette selskab ejede rettigheder til alt The Stones materiale fra 1960'erne. Før denne stævning nåede retten, overgav The Verve sig og krediterede alt til Jagger og Richards, selvom de ikke havde skrevet en linje af sangen¬ .

## Indspillet versioner
Mange bands har indspillede fortolkninger og covers af denne sang i årenes løb . 
- The Rolling Stones (Juli 30, 1965)
- Homer and the Dont's (1965)
- The Pupils (1966)
- Sceptres (1966)
- The Andrew Loog Oldham Orchestra (June 3, 1966)
- The Who (Juli 1967)
- Smith (Juli 1969)
- Dada (1971)
- Bobby Bare (1978)
- Bruce Springsteen (1978)
- The Sonics (1978)
- Cosmetics (1982)
- Chelsea (1984)
- The Damned (1988)
- 3 Imaginary Boys (1990)
- Fury In The Slaughterhouse (1990)
- Count Five (1991)
- Bruce Salzmann & The Losers (1994)
- Cathedral City Project (1994)
- Songrise Orchestra (1994)
- The Tractors (1997)
- Dwight Yoakam (1997)
- Innovations (March 24, 1998)
- Catch 23 (1999)
- The Pharaohs (Januar 16, 2001)
- Jimmy Nail (2001)
- John Farnham (2002)
- Phish (2002)
- Royal Philharmonic Orchestra (2003)
- John Batdorf & James Lee Stanley (2005)
- Billy Bragg (2006)
- New Riders of the Purple Sage (2006)

## Eksterne kilder og henvisninger
- Officiel tekst (Webside ikke længere tilgængelig)
- Tekst og info om ”The Last Time”
- Se The Rolling Stones ” The Last Time”

### Fodnote
1. ↑  The Last Time by The Rolling Stones Songfacts
2. ↑  "samplinglaw.com>horror stories of sampling". Arkiveret fra originalen 5. juni 2009. Hentet 30. september 2007.
3. ↑  "Second Hand Songs – Song: The Last Time – The Rolling Stones". Arkiveret fra originalen 26. september 2007. Hentet 30. september 2007.